# HD 92589
HD 92589 är en dubbelstjärna belägen i den mellersta delen av stjärnbilden Luftpumpen. Den har en skenbar magnitud av ca 6,36 och är mycket svagt synlig för blotta ögat där ljusföroreningar ej förekommer. Baserat på parallaxmätning inom Hipparcosuppdraget på ca 3,6 mas, beräknas den befinna sig på ett avstånd på ca 900 ljusår (ca 280 parsek) från solen. Den rör sig bort från solen med en heliocentrisk radialhastighet på ca 11 km/s.

## Egenskaper
Primärstjärnan HD 92589 A är en gul till vit jättestjärna av spektralklass G8/K0 III+. Den har en radie som är ca 18 solradier och har ca 218 gånger solens utstrålning av energi från dess fotosfär vid en effektiv temperatur av ca 5 200 K.